# Carlos Kaiser
Carlos Kaiser, właśc. Carlos Henrique Raposo (ur. 2 kwietnia 1963 w Rio Pardo, w stanie Rio Grande do Sul) – brazylijski piłkarz grający na pozycji napastnika. Jest uznawany za jednego z największych oszustów w historii piłki nożnej.

## Życiorys
Carlos Henrique Raposo urodził się 2 kwietnia 1963 roku w Rio Pardo. Jego matka była kucharką, a ojciec pracował w fabryce wind. W dzieciństwie trafił do szkółki ulubionego klubu swojego ojca Botafogo. W wieku 16 lat został sierotą i wychowywał się w rodzinie zastępczej. Z Botafogo przeniósł się do młodzieżowej drużyny Flamengo. Następnie wyjechał do Meksyku grać w drużynie Puebla FC. Raposo nie lubił grać w piłkę nożną, więc na treningach zazwyczaj symulował kontuzje, a później długo leczył rzekomo naderwany mięsień. W meksykańskim klubie nie rozegrał ani jednego meczu. Następnie wyjechał do Stanów Zjednoczonych, ponieważ narzekał na meksykańskie upały oraz jedzenie. Przeniósł się do teksańskiego amatorskiego klubu El Paso, gdzie również nie grał w meczach symulując kontuzje. W 1984 roku powrócił do Brazylii. Dzięki swoim znajomościom został przyjęty na testy do klubu America FC. Raposo był bardzo lubiany przez innych piłkarzy, poznał wiele gwiazd piłkarskich, m.in. (Carlos Alberto Torres, Ricardo Rocha czy Renato Gaucho). Znajomości oraz umiejętność symulowania urazów pozwalały mu na częste zmiany klubów piłkarskich. Zaświadczenia o kontuzjach wystawiał mu przyjaciel, który był dentystą. Raposo najczęściej symulował kontuzje na treningach zespołów, następnie leczył swój zmyślony uraz i po krótkim czasie zmieniał klub piłkarski. Piłkarz przyjął pseudonim Kaiser, co miało wskazywać, że jego umiejętności dorównują Franzowi Beckenbauerowi. Raposo dawał dziennikarzom prezenty, aby pisali o nim przychylne artykuły w prasie. Brazylijczyk czasami podawał się za inne osoby np. w jednym z wywiadów podał się za Carlosa Henrique z argentyńskiego klubu Independiente, którego zespół wygrał Copa Libertadores. Fikcyjnie (zmyślona opowieść o rzekomym transferze do klubu z Francji) Raposo został kupiony przez francuski klub z Korsyki Gazélec Ajaccio. W czasie prezentacji nowego zawodnika Raposo miał pokazać swoje umiejętności przed dziennikarzami. Piłkarz wykopał wszystkie piłki w trybuny, a potem stwierdził, że to jego prezent na powitanie z kibicami. Trener zarządził testy biegowe, na których Raposo spisał się dobrze. Na drugim treningu Raposo zaczął udawać, że doznał kontuzji. Po ponad 2 latach Kaiser wrócił do Brazylii zabierając ze sobą wycinki z gazet opisujące jego prezentacje w klubie Gazeléc Ajaccio. W 1989 roku Raposo został przyjęty do klubu Fluminense, gdzie rozegrał kilka meczów, głównie końcówki. Napastnik przeszedł do klubu Vasco da Gama, gdzie zamiast grać pomagał jednemu z zawodników wyjść z nałogu alkoholowego. W brazylijskim klubie Botafogo napastnik siedział na ławce w trakcie jednego z meczów. Prezes drużyny zażądał od trenera, aby wpuścił na boisko Raposo. Piłkarz po wejściu na murawę celowo skierował się do sektora gości i wdał się w kłótnie z kibicami, za co sędzia pokazał mu czerwoną kartkę. Po meczu prezes drużyny chciał zwolnić Raposo, ale napastnik rozpłakał się i stwierdził, że musiał tak zareagować, ponieważ kibice gości obrażali prezesa klubu, który jest dla niego jak utracony w dzieciństwie ojciec. Prezes klubu wybaczył zawodnikowi jego zachowanie. W 1993 roku piłkarz w klubie Botafogo udawał, że rozmawia o transferze do angielskich klubów, do czego używał zabawkowego telefonu komórkowego mającego symbolizować jego bogactwo. Raposo nie znał języka angielskiego, więc udawał, że mówi w tym języku. Swoją karierę zakończył w klubie Guarany FC (według innych źródeł w klubie America do Rio) w połowie lat 90. W ciągu ponad piętnastoletniej kariery rozegrał niespełna 30 meczów, w których nie zdobył ani jednego gola (według innego źródła zdobył jednego gola). Nigdy nie rozegrał pełnych 90 minut. Wśród znajomych zyskał pseudonim 171 co nawiązuje do brazylijskiego kodeksu karnego, w którym paragraf 171 dotyczy oszustwa. Po zakończeniu kariery pracował jako trener fitness w siłowni.